# 2010年度新城國語力頒獎禮得獎名單
2010年度新城國語力頒獎禮於2010年8月7日在香港會議展覽中心Hall 5BC舉行，主題為「華語樂壇 追求新境界 天空無限大」。當晚，共頒發105個獎項。

## 得獎名單

### 歌曲獎項
- 新城國語力歌曲
  - 《魚罐頭》 ——周筆暢
  - 《怎麼開始忘了》 ——林隆璇、張芸京
  - 《讓我照顧你》 ——張芸京
  - 《愛情躲避球》 ——任賢齊
  - 《詩與胡說》 ——何韻詩
  - 《歲月輕狂》 ——李治廷
  - 《有ME就好》 ——Alan
  - 《信今生愛過》 ——容祖兒
  - 《知己》 ——蔡卓妍
  - 《天使的決定》 ——泳兒
  - 《我們很好》 ——林峯
  - 《哭過就好了》 ——梁文音
  - 《1+1》 ——卓文萱
  - 《Happy Day》 ——曹格
  - 《說謊》 ——林宥嘉
  - 《Say a lil Something》 ——蕭敬騰
  - 《新不了情》 ——蕭敬騰
  - 《GPM》 ——聚點翻轉
  - 《我是不是該安靜的走開》 ——小琳
  - 《A.I.N.Y.》 ——G.E.M.
  - 《我記得我愛過》 ——何潤東
- 新城國語力熱爆K歌
  - 《小丈夫》 ——新香蕉俱樂部
  - 《很忙》 ——容祖兒
  - 《給自己的信》 ——鍾舒漫
  - 《壞人》 ——方炯鑌
  - 《我是一隻小小鳥》 ——丁噹
  - 《我是不是該安靜的走開》 ——小琳
- 新城國語力跳舞歌曲獎
  - 《舞可取代》 ——王子、小傑
  - 《Do You Wanna Dance》 ——陳偉霆
- 新城國語力合唱歌曲
  - 《當我愛上了你之後》 ——朱紫嬈、蘇永康
  - 《Love @ Earth》 ——邵偉軒、吳若希
- 新城國語力原創歌曲
  - 《幾米的距離》 ——王梓軒
  - 《東方兒女》 ——陳思彤
  - 《背叛．被判》 ——鄭希怡
  - 《無人認領》 ——洪卓立
  - 《桃花源》 ——林隆璇
  - 《夜店》 ——Irene A
- 新城國語力熱播冠軍歌曲大獎
  - 《歲月輕狂》 ——李治廷
- 新城國語力年度歌曲大獎
  - 《給你》 ——陳奕迅

### 專輯獎項
- 新城國語力專輯
  - 《我相信》 ——張靚穎
  - 《音樂旅行者》 ——任賢齊
  - 《送給你的歌》 ——Irene A
- 新城國語力年度專輯
  - 《上五樓的快活》 ——陳奕迅

### 新人獎項
- 新城國語新勢力歌手
  - 嚴爵
  - 張蓮
  - 朱紫嬈
  - 羅力威
  - 袁詠琳
- 新城國語力新人王
  - 徐佳瑩
  - 黃鴻升
  - 阿蘭
  - 方炯鑌
- 新城國語新勢力組合
  - 糖兄妹
  - HotCha
- 新城國語新勢力樂團
  - 聚點翻轉

### 創作獎項
- 新城國語力製作人大獎
  - 曹格
- 新城國語力創作歌手
  - 藍又時
  - 王梓軒
- 新城國語力亞洲創作歌手
  - 曹格
  - 方大同

### 歌手獎項
- 新城國語力跳唱歌手
  - 陳偉霆
- 新城國語力人氣偶像獎
  - 梁文音
  - 王子 小傑
- 新城國語力優秀演繹獎
  - 蘇永康
  - Irene A
  - 蕭敬騰
  - 張惠妹
- 新城國語力躍進歌手
  - 張芸京
  - 林宥嘉
  - 丁噹
  - 何韻詩
- 新城國語力年度歌手
  - 陳奕迅
- 新城國語力男歌手
  - 陳奕迅
  - 曹格
  - 蕭敬騰
  - 方大同
- 新城國語力女歌手
  - 容祖兒
  - 周筆暢
  - 蔡卓妍
- 新城國語力全國最受歡迎歌手
  - 容祖兒
  - 周筆暢
  - 孫楠
- 新城國語力全國最受歡迎偶像
  - 蔡卓妍
  - 林峯
  - 林宥嘉
- 新城國語力全國最受歡迎組合
  - Twins
  - 棒棒堂
- 新城國語力亞洲歌手
  - 任賢齊
  - 張靚穎
- 新城國語力亞洲人氣偶像
  - 蕭敬騰
  - 何潤東
  - 林峯
- 新城國語力亞洲跳唱歌手
  - 王心凌
- 新城國語力亞洲跳唱組合
  - 棒棒堂
  - Wonder Girls
- 新城國語力全球跳唱歌手大獎
  - 羅志祥
- 新城國語力全球至尊舞台大獎
  - 陳奕迅
- 新城國語力全球最受歡迎至尊歌手大獎
  - 容祖兒
  - 陳奕迅
- 新城國語力全球最受歡迎舞台大獎
  - 陳奕迅
- 新城國語力殿堂歌手大獎
  - 呂方
  - 孫楠

## 媒體播放
- 由新城知訊台現場播出；並於約一星期後在無綫音樂台及J2台播放。